# J/70
J/70 är en entypssegelbåt konstruerad 2012 av Alan Johnstone och tillverkas av J-Boats. 
Knappt 1 900 stycken J/70 hade byggts 2024. J/70 är en populär kappseglingsklass i flera länder, däribland Norge, Sverige, Tyskland och USA.

## Beskrivning
Det är en relativt liten kölbåt av enbåtstyp för kappsegling. Båten har partialrigg med peke, och seglas med storsegel, genua samt gennaker. Den är utrustad med utanpåliggande roder samt en höj- och sänkbar fenköl i bly.
Båten har en liten ruff med längsgående soffor. J/70 kan utrustas med en mindre utombordsmotor.